# Samo Udrih
Samo Udrih, né le 2 août 1979 à Celje, dans la République socialiste de Slovénie, est un joueur slovène de basket-ball, évoluant au poste de meneur. Il est le frère de Beno Udrih.